# Dérapage (événement)
Pour les articles homonymes, voir Dérapage.
 (avril 2012).
Si vous disposez d'ouvrages ou d'articles de référence ou si vous connaissez des sites web de qualité traitant du thème abordé ici, merci de compléter l'article en donnant les références utiles à sa vérifiabilité et en les liant à la section « Notes et références ».
Dérapage est un événement d’exploration audiovisuelle non-narrative, fondé en l'an 2000 à l'École de design de l'UQAM, au Québec. Le mandat est d’inciter les participants à produire une œuvre originale (pour certains leur première) et d'en assurer la visibilité. L'événement s’adresse aux gens de toutes disciplines, étudiants ou non. Dérapage est un point de vue neuf sur un médium en changement.

## Description
Annuellement les gens de disciplines diverses (design, arts, multimédia, photo, architecture, cinéma et musique) sont invités à créer une production audiovisuelle non-narrative sonorisée d’une durée de moins de trois minutes qui est présentée lors de la soirée Dérapage au Centre de design de l'UQAM. Un nombre est ajouté après le mot « Dérapage » ; ainsi en 2012, l'événement est identifié « Dérapage 12 » alors qu'en 2011, il était identifié « Dérapage 11 ».
À l'été 2011, on a présenté une sélection de vidéos près de la SAT, au parc de la Paix.
En 2012, le public a aussi été invité à participer à un projet de film collectif pour une projection sur le clocher de l'UQAM lors du festival Montréal en lumière.

## Fondateurs
Les membres fondateurs sont Jean-Philippe Fauteux, Olivier Ménard et Anouk Pennel-Duguay. Se sont ensuite joints des collaborateurs de longue date, membres du conseil d'administration, sans qui l'événement n'aurait pu exister. Notons principalement Raphaël Daudelin, Léon Lo, Éloi Ménard, Jean-François Proulx et Francis Théberge.

## La non-narration
La narration tient dans le fait de raconter une histoire de façon détaillée et intelligible. Les productions réalisées dans le cadre de Dérapage, ne sont pas tant abstraites qu’ouvertes. Les éléments figuratifs, typographiques et autres référents directs à la réalité, sont permis. Une production audiovisuelle non-narrative ne raconte pas, ou ne le fait pas de façon compréhensible. Il s’agit avant tout d’une prise de conscience sur l'intention de l’auteur, de démontrer qu’à partir du moment où l'on crée, sélectionne ou organise des images celui-ci pose un geste intentionnel et donc, riche de sens.

## Règlements
- L'événement est ouvert à tous.
- L’œuvre audiovisuelle doit être originale et non-narrative.
- Elle doit être sonorisée. La trame sonore doit être une production originale.
- Sa durée doit être moins de 3 minutes[4].

Jusqu'à la cinquième édition, aucune sélection n’a été faite. Si la production soumise respectait les règlements, elle était automatiquement présentée lors de la soirée de projection Dérapage et chaque participant recevait gratuitement un DVD de la compilation annuelle Dérapage.